# Classic Albums: The Dark Side of the Moon
Cet article concerne l'album des Pink Floyd. Pour l'album de Metallica, voir Classic Albums: Metallica.
Pour plus de détails, voir Fiche technique et Distribution.
Classic Albums: The Dark Side of the Moon est un film documentaire traitant de la réalisation de l’album The Dark Side of the Moon du groupe Pink Floyd. Il fait partie de la série des Classic Albums et est sorti en DVD le 23 août 2003.
Le documentaire couvre l’histoire derrière la création de l’album, incluant des interviews des membres de Pink Floyd — David Gilmour, Nick Mason, Richard Wright et Roger Waters — données séparément. Outre les membres de Pink Floyd, des interviews avec l’ingénieur du son Alan Parsons, deux journalistes musicaux, le responsable de Capitol Records Bhaskar Menon, et le concepteur de la pochette Storm Thorgerson ont été faites pour le documentaire.

## Contenu du documentaire
Le documentaire commence avec un résumé de l’histoire du groupe avant l’enregistrement de l'album, avec Set the Controls for the Heart of the Sun et Echoes. L'album est expliqué en détail, de la pochette à la réalisation des chansons, sauf Any Colour You Like qui est absente du documentaire. Le film présente quelques démos originales faites par Roger Waters, dont celles de Time et Money. David Gilmour explique la façon dont il joue ses solos de guitare. Richard Wright, présente les séquences de piano des chansons Breathe, The Great Gig in the Sky et Us and Them et explique comment il les a composées. La dernière chanson, Eclipse, clôt le documentaire accompagnée de plusieurs commentaires sur l'album en général des interviewés pour terminer avec le fameux effet sonore du battement de cœur.

## Liste des chapitres du DVD
1. Introduction
2. Set the Controls for the Heart of the Sun
3. Echoes
4. Breathe
5. On the Run
6. Time
7. The Great Gig in the Sky
8. Money
9. Us and Them
10. Brain Damage
11. Eclipse

### Interviews bonus et extras
- Interprétation de Brain Damage par Roger Waters
- Réalisation de Money avec Roger Waters et Alan Parsons
- Interprétation de Us and Them par David Gilmour
- La vision du monde de Roger Waters
- Interprétation de Breathe par David Gilmour #1
- Présentation de la version « démo » de Time
- La vision du rock 'n' roll de Roger Waters
- Présentation de l'ingénieur du son Chris Thomas
- Interprétation de Breathe par David Gilmour #2
- Interprétation de The Great Gig in the Sky par David Gilmour
- Interprétation de Us and Them par David Gilmour
- « Gerry a le dernier mot »

## Fiche technique
- Réalisation : Matthew Longfellow
- Production : Nick De Grunwald et Martin R. Smith
- Photographie : Nicholas Blair
- Montage : Matthew Longfellow
- Musique : Pink Floyd
- Distribution : Eagle Rock Entertainment
- Format : DVD
- Pays :  Royaume-Uni
- Langue : Anglais